# Sarega
Sarega là một chi bướm ngày thuộc họ Bướm nâu.